# Basilius von Ramdohr

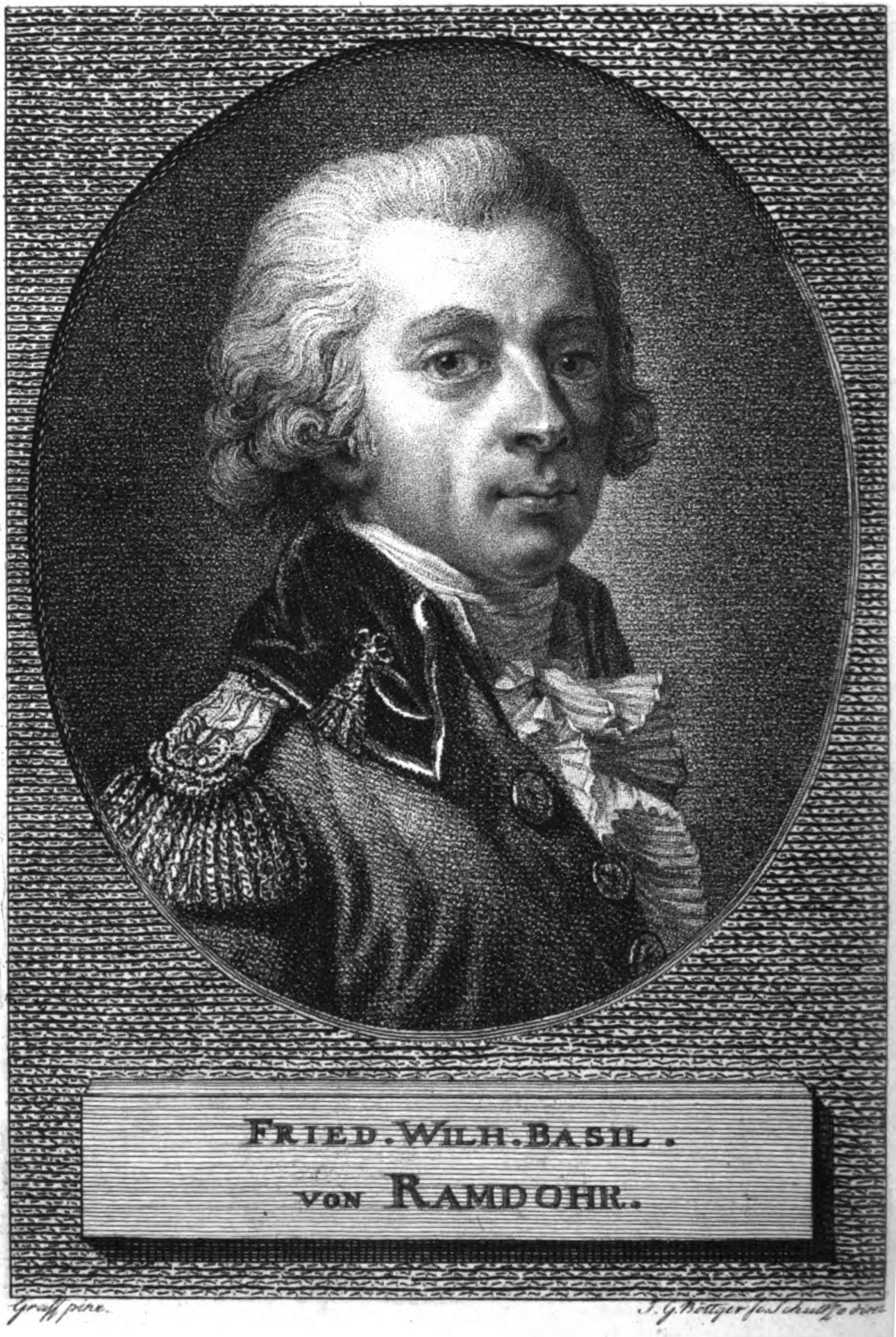
Basilius von Ramdohr.

Friedrich Wilhelm Basilius von Ramdohr (1757, Drübber — 1822, Nápoles) fue un abogado, crítico de arte y periodista conservador que vivió en Dresde. Desde 1806 fue diplomático prusiano en Roma y Nápoles.
Basilius von Ramdohr nació en la finca familiar, el Ritterburg Drübber (cerca de Nienburg), que fue de su propiedad entre 1686 y 1839. Estudió derecho y estética en la Universidad de Gotinga, antes de comenzar una larga y atractiva carrera como crítico de arte y diplomático.
Se le recuerda en parte por su libro Venus Urania (1798), una obra temprana sobre la psicología del amor y la amistad (el título del libro se refiere al «amor celeste»), pero principalmente por la llamada «Querella de Ramdohr» de 1809 (Ramdohrstreit) concerniente a su ataque al pintor Friedrich. Aunque tenía una gran reputación en vida, para muchos contemporáneos como Goethe, Schiller, Schlegel y Lessing no había que tomársele en serio. Siendo veinteañero tuvo una breve relación con Charlotte Kestner de soltera Buff, el modelo para la Lotte de Las cuitas del joven Werther. La muchacha que había rechazado a Goethe en 1772 se vio a su vez rechazada por Ramdohr en 1781.

## Der Ramdohrstreit

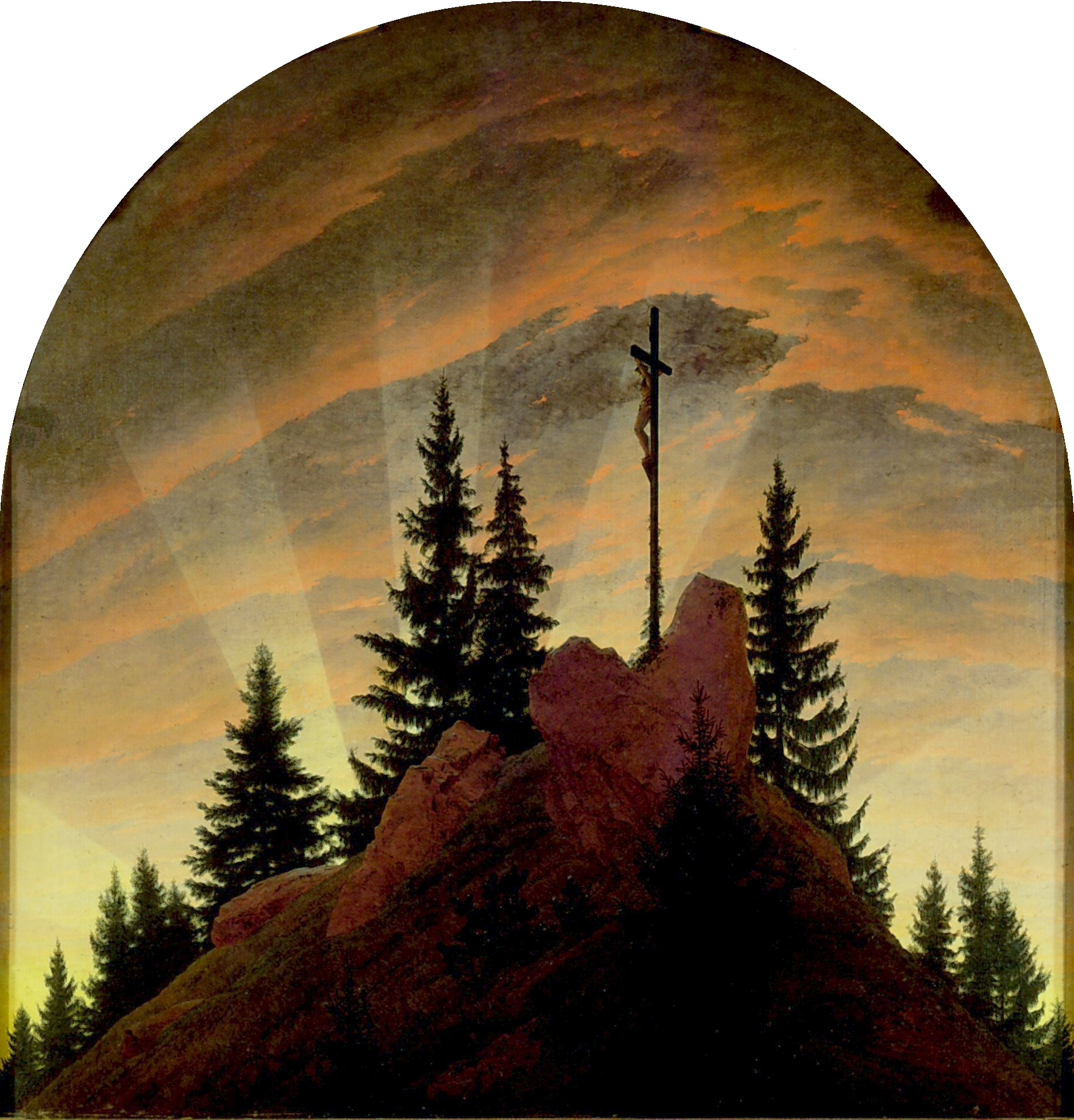
La cruz en la montaña, o el Retablo de Tetschen.

En la edición de 17-21 de enero de 1809 del Zeitung für die elegante Welt publicó un artículo criticando severamente la pintura de Caspar David Friedrich Kreuz im Gebirge (La cruz en la montaña, 1808) y la escuela del romanticismo a la que pertenecía. Quedó ofendido por el estilo poco académico de la pintura, que tenía poco que ver con las tradiciones establecidas por Claudio Lorena y Jacob Ruysdael, y profundamente indignado de que Friedrich lo presentara como un retablo para una capilla privada. «En verdad es una cosa verdaderamente presuntuosa, que un cuadro de paisajes quiera introducirse furtivamente en las iglesias y alzarse sobre los altares», escribió. Ramdohr no admitía que el paisaje fuera independiente. Para él, los paisajes eran composiciones sin forma que sólo podían afectar al espectador superficialmente.
La respuesta pública al artículo fue adversa; no obstante, los defensores de Friedrich se vieron obligados a reformular sus posiciones con más precisión. El debate sobre los méritos relativos de la expresión espontánea y sin mediatizaciones, frente a la forma clásica —con la pintura de paisajes representando el primero—empezó en serio en esta época.

## Obras
- Kaiser Otto der Dritte, ein Trauerspiel ("Otón III, una tragedia", anónimo), Gotinga, 1783
- Ueber Mahlerei und Bildhauerarbeit in Rom ("Sobre la pintura y la arquitectura de Roma", 3 volúmenes), Leipzig, Weidmannns Erben und Reich, 1787
- Charis: Ueber das Schöne und die Schönheit in den nachbildenden Künsten ("Charis, o sobre lo Bello y la Belleza en las Artes imitativas", 2 volúmenes), Leipzig, 1793
- Venus Urania: Ueber die Natur der Liebe, ueber ihre Veredlung und Verschönerung ("Sobre la naturaleza del Amor, su ennoblecimiento y Embellecimiento", 4 volúmenes), Leipzig, 1798
- Moralische Erzählungen ("Cuentos Morales", 2 volúmenes), Leipzig, 1799